# Liste der Kulturdenkmäler in Eltmannshausen
Die folgende Liste enthält die in der Denkmaltopographie ausgewiesenen Kulturdenkmäler auf dem Gebiet des Ortsteils Eltmannshausen der  Stadt Eschwege, Werra-Meißner-Kreis, Hessen.
Hinweis: Die Reihenfolge der Denkmäler in dieser Liste orientiert sich an der Anschrift, alternativ ist sie auch nach der Bezeichnung, der vom Landesamt für Denkmalpflege vergebenen Nummer oder der Bauzeit sortierbar.
Kulturdenkmäler werden fortlaufend im Denkmalverzeichnis des Landes Hessen durch das Landesamt für Denkmalpflege Hessen auf Basis des Hessischen Denkmalschutzgesetzes (HDSchG) geführt. Die Schutzwürdigkeit eines Kulturdenkmals hängt nicht von der Eintragung in das Denkmalverzeichnis des Landes Hessen oder der Veröffentlichung in der Denkmaltopographie ab.

Das Vorhandensein oder Fehlen eines Objekts in dieser Liste ist keine rechtsverbindliche Auskunft darüber, ob es Kulturdenkmal ist oder nicht: Diese Liste entspricht möglicherweise nicht dem aktuellen Stand der offiziellen Denkmaltopographie. Diese ist für Hessen in den entsprechenden Bänden der Denkmaltopographie Bundesrepublik Deutschland und im Internet unter DenkXweb – Kulturdenkmäler in Hessen einsehbar. Auch diese Quellen sind, obwohl sie durch das Landesamt für Denkmalpflege Hessen aktualisiert werden, nicht immer aktuell, da es im Denkmalbestand immer wieder Änderungen gibt.
Eine verbindliche Auskunft erteilt allein das Landesamt für Denkmalpflege Hessen.
Nutze diese Kartenansicht, um Koordinaten in der Liste zu setzen. In dieser Kartenansicht sind Kulturdenkmale ohne Koordinaten mit einem roten bzw. orangen Marker dargestellt und können in der Karte gesetzt werden. Kulturdenkmale ohne Bild sind mit einem blauen bzw. roten Marker gekennzeichnet, Kulturdenkmale mit Bild mit einem grünen bzw. orangen Marker.

## Eltmannshausen
| Bild            | Bezeichnung                                                 | Lage                                                        | Beschreibung                                                                                   | Bauzeit | Objekt-Nr. |
| --------------- | ----------------------------------------------------------- | ----------------------------------------------------------- | ---------------------------------------------------------------------------------------------- | ------- | ---------- |
| Bild gesucht BW | Gesamtanlage Mühlenstraße 6 und 8, 2 Einhäuser mit Scheune  | Eltmannshausen Lage                                         |                                                                                                |         | 39900 DDB  |
| Bild gesucht BW | Gesamtanlage Abteroder Straße Kirschenteich mit Quellenlass | Eltmannshausen Lage                                         |                                                                                                |         | 39899 DDB  |
| Bild gesucht BW | Gesamtanlage Eltmannshausen                                 | Abteroder Straße, Am alten Anger und Kanalstraße Lage       |                                                                                                |         | 39897 DDB  |
| Bild gesucht BW | Gesamtanlage Soodener Straße                                | Eltmannshausen Lage                                         | Eisenbahnersiedlung entlang der Soodener Straße von Haus Nr. 8 bis 36                          |         | 39901 DDB  |
| Bild gesucht BW | Mühlenanwesen Abteroder Straße 14                           | Abteroder Straße 14 LageFlur: 5, Flurstück: 1/2             |                                                                                                |         | 39902 DDB  |
| Bild gesucht BW | Doppelwohnhaus                                              | Abteroder Straße 15/17 LageFlur: 5, Flurstück: 110/2        |                                                                                                |         | 39903 DDB  |
| Bild gesucht BW | Fachwerkwohnhaus                                            | Abteroder Straße 19 LageFlur: 6, Flurstück: 58/2            |                                                                                                |         | 39905 DDB  |
| Bild gesucht BW | Wohnhaus                                                    | Abteroder Straße 21/23 LageFlur: 6, Flurstück: 48, 51, 52/3 |                                                                                                |         | 39904 DDB  |
| Bild gesucht BW | Wohnhaus                                                    | Abteroder Straße 29 LageFlur: 6, Flurstück: 42/4            |                                                                                                |         | 39906 DDB  |
| Bild gesucht BW | Hofanlage Abteroder Straße 31                               | Abteroder Straße 31 LageFlur: 6, Flurstück: 40/5            |                                                                                                |         | 39907 DDB  |
| Bild gesucht BW | Ehemalige Schmiede                                          | Am alten Anger 2 LageFlur: 6, Flurstück: 33/1               |                                                                                                |         | 39908 DDB  |
| Bild gesucht BW | Fachwerkobergeschoss                                        | Am alten Anger 4/6 LageFlur: 6, Flurstück: 20, 23/2         |                                                                                                |         | 39909 DDB  |
| Bild gesucht BW | Arbeiter-Doppelwohnhaus                                     | Im Oberland 1/3 LageFlur: 6, Flurstück: 93/2, 95/3          |                                                                                                |         | 39911 DDB  |
| Bild gesucht BW | Hofanlage                                                   | Im Oberland 18 LageFlur: 7, Flurstück: 39/1, 39/2           |                                                                                                |         | 39912 DDB  |
| Bild gesucht BW | Hofanlage                                                   | Im Oberland 22 LageFlur: 7, Flurstück: 45/2                 |                                                                                                |         | 39913 DDB  |
| Bild gesucht BW | Wohnhaus                                                    | Kanalstraße 4 LageFlur: 6, Flurstück: 19/5                  |                                                                                                |         | 39914 DDB  |
| Bild gesucht BW | Fachwerkhaus mit Scheune                                    | Kanalstraße 11 LageFlur: 6, Flurstück: 65/4                 |                                                                                                |         | 39915 DDB  |
| Bild gesucht BW | Dreiseitige Hofanlage, ehemalige Schmiede                   | Kanalstraße 13 LageFlur: 6, Flurstück: 69/2                 |                                                                                                |         | 39916 DDB  |
| Bild gesucht BW | Wohnhaus                                                    | Kirchberg 7 LageFlur: 5, Flurstück: 181/9, 6, 7             |                                                                                                |         | 39917 DDB  |
| weitere Bilder  | Evangelische Kirche Eltmannshausen                          | Kirchberg 17 LageFlur: 2, Flurstück: 206/45, 46, 48/5, 55/1 | Spätgotischer Bau der 1781 umgebaut wurde zu einer schlichten Saalkirche mit Giebeldachreiter. | 1519    | 39918 DDB  |
| Bild gesucht BW | Fachwerkwohnhaus                                            | Mühlenstraße 3/5 LageFlur: 5, Flurstück: 70/1, 73/1         |                                                                                                |         | 39919 DDB  |
| Bild gesucht BW | Fachwerkwohnhaus Mühlenstraße 10/12                         | Mühlenstraße 10/12 LageFlur: 5, Flurstück: 26, 27           |                                                                                                |         | 39920 DDB  |
| Bild gesucht BW | Einhaus Soodener Straße 7                                   | Soodener Straße 7 LageFlur: 5, Flurstück: 188/63, 189/62    |                                                                                                |         | 39922 DDB  |
| Bild gesucht BW | Wohnhaus Soodener Straße 48                                 | Soodener Straße 48 LageFlur: 5, Flurstück: 44/2             |                                                                                                |         | 39923 DDB  |
| Bild gesucht BW | Ehemalige Dorfschule                                        | Wohrastraße 4 LageFlur: 5, Flurstück: 121/3                 |                                                                                                |         | 39924 DDB  |

## Ehemalige Kulturdenkmäler
| Bild            | Bezeichnung | Lage                              | Beschreibung | Bauzeit | Daten |
| --------------- | ----------- | --------------------------------- | ------------ | ------- | ----- |
| Bild gesucht BW | Kanalbrücke | Abteroder Straße/Kanalbrücke Lage |              |         |       |